# Amours viennoises
Pour plus de détails, voir Fiche technique et Distribution.
Amours viennoises est un film français réalisé par Robert Land et Jean Choux, sorti en 1931. 

## Synopsis
Pierre et Georges aiment tous deux Gretel qui, de son côté, est amoureuse de Georges. Georges s'éprend de Dolly, mais l'amant de cette dernière menace de cesser de l'entretenir. Georges finit par retrouver Gretel, qui le pardonne, tandis que Pierre s'efface afin d'assurer leur bonheur.

## Fiche technique
- Titre original: Amours viennoises
- Titre turc : Viyana âsiklari
- Réalisation : Robert Land et Jean Choux
- Scénario : Jean Choux, Franz Schulz
- Photographie : Mutz Greenbaum
- Direction artistique : Hermann Warm
- Musique : Franz Lehár, Otto Stransky
- Son : Herman S. Heller
- Production : Georg C. Horetsky
- Sociétés de production : Roland film, Films Sonores Tobis
- Pays d'origine :  France,  Allemagne
- Format : Noir et blanc - 1:1.19 - Son mono
- Genre : Comédie dramatique
- Durée : 72 minutes
- Dates de sortie :
  - France :  2 janvier 1931
  - Turquie :  1931

## Distribution
- Lyne Clevers : Dolly
- Maurice de Canonge : Muller
- Michel Duran : Pierre
- Janie Marèse : Gretel
- Roland Toutain : Georges